# Esclavolles-Lurey
Esclavolles-Lurey är en kommun i departementet Marne i regionen Grand Est (tidigare regionen Champagne-Ardenne) i nordöstra Frankrike. Kommunen ligger i kantonen Anglure som tillhör arrondissementet Épernay. År 2022 hade Esclavolles-Lurey 644 invånare.

## Befolkningsutveckling
Antalet invånare i kommunen Esclavolles-Lurey
| Referens: INSEE |